# Pohangina

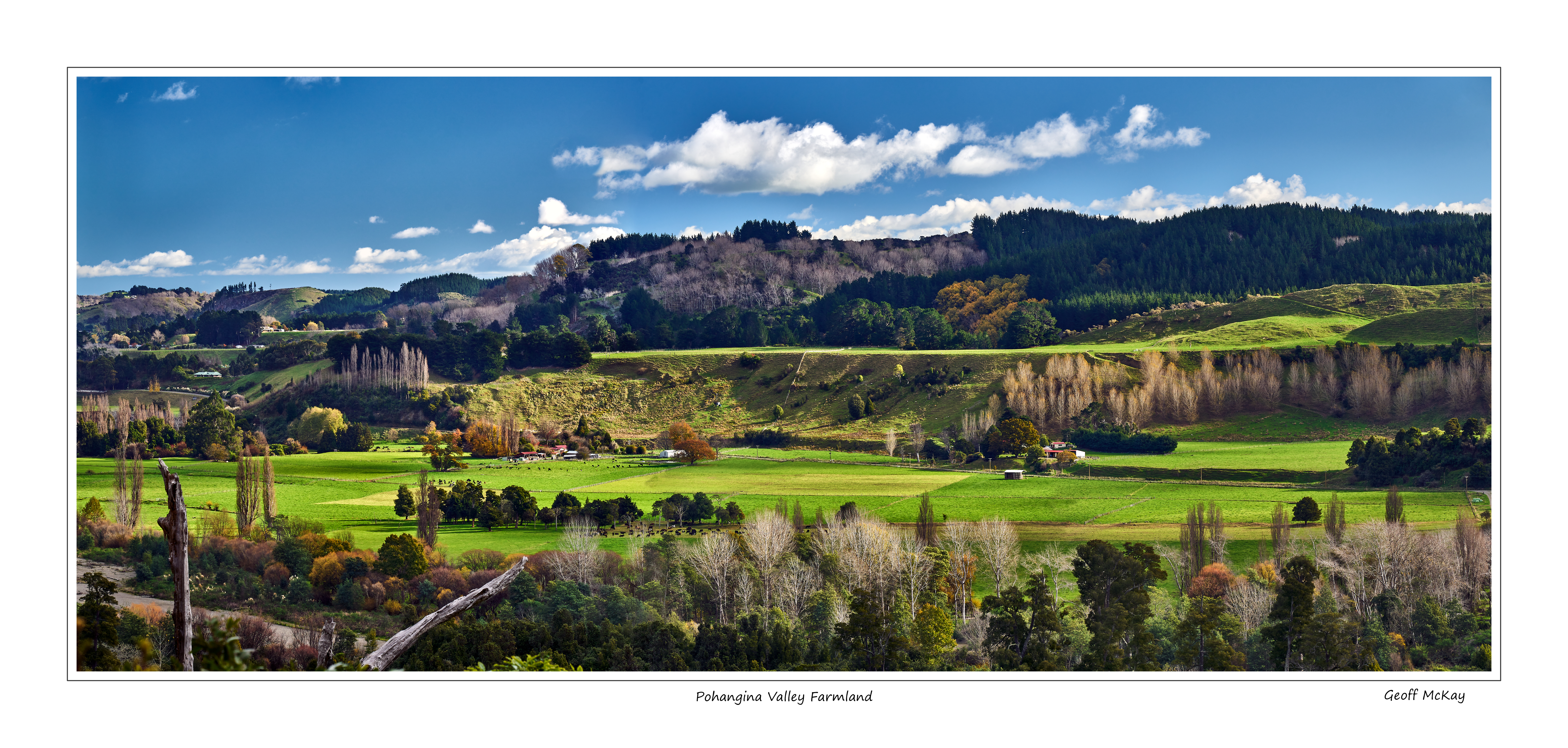
Vallée de Pohangina

Pohangina est une petite localité rurale de la région de Manawatu-Wanganui, située dans l'Île du Nord de la Nouvelle-Zélande.

## Situation
Pohangina a 2 parties: « Pohangina Vallée » et «Pohangina Village » et est située juste au nord de la ville d’Ashhurth.

## Toponymie
Le nom maori de la place a été traduit en anglais comme «The warming of the ovens at night» (le signal des fours à la nuit), mais les premiers anglophones le prononçaient : "Pouhangina", suggère « un pieu nouvellement coupé », qui saigne encore au niveau de la tranche’.

## Activités économiques
Pohangina est une jolie et grande place pour les vacances. 
Pohangina est localisé tout le long du pied de la chaîne des Ruahine, et est essentiellement un pays agricole. 
L’exploitation des fermes va de l’élevage des moutons et du bétail, jusqu’à la culture des céréales et en particulier la récolte du maïs et autres aliments. 
Il n’y a pas de transport public par la route dans Pohangina, bien qu’il y existe des bus scolaires, qui fonctionnent dans le secteur.

## Installations
La ville de Pohangina consiste en :
- une école nommée: «Awahou School» [1].
- la «Totara Reserve» : un terrain de camping [2] , [3].
- La rivière Pohangina
- et beaucoup plus loin tel que  la «base de Pohangina», un ancien centre situé sur le terrain du DOC au sein de la chaîne du Parc forestier des Ruahine[4]

## Autres lectures
- (en) Catherine Knight, Ravaged Beauty: An Environmental History of the Manawatu, Auckland, Dunmore Press, 2014 (ISBN 978-1-927212-13-4)
- (en) Catherine Knight, « Totara Reserve: A Window into Manawatu’s Environmental History », dans The Manawatu Journal of History, vol. 4, 2008 (lire en ligne [PDF]), p. 50.
- Ressource relative à la géographie :   - New Zealand Gazetteer